# Volker Hinrichsen
Volker Hinrichsen (* 26. Juli 1954 in Westerland, Sylt) ist Professor für Elektrotechnik und Leiter des Fachgebiets Hochspannungstechnik an der Technischen Universität Darmstadt. 

## Leben
Volker Hinrichsen studierte Elektrotechnik an der Technischen Universität Berlin. Das Studium schloss er 1982 als Diplomingenieur ab.
Nach dem Studium blieb er zunächst an der TU Berlin, wo er bis 1989 Wissenschaftlicher Mitarbeiter am Institut für Hochspannungstechnik und Starkstromanlagen unter Professor Peiser war.
1990 promovierte er über „Simulation des elektrischen und thermischen Verhaltens von funkenstreckenlosen Metalloxid-Ableitern bei Betrieb an Wechselspannung“ zum Dr.-Ing.
1989 wechselte er zur Siemens AG, wo er bis 1992 Versuchsfeldingenieur am Schaltwerk Hochspannung in Berlin war.
In den Jahren 1992 bis 2001 arbeitete er als Entwicklungsleiter für Überspannungsableiter bei Siemens in Berlin.
Im August 2001 wurde er Professor für Elektrotechnik (C4) an der Technischen Universität Darmstadt, wo er das Fachgebiet Hochspannungstechnik leitet. Im Sommersemester 2009 hielt er die Vorlesungen „Elektro- und Informationstechnik II“, „Hochspannungstechnik II“ und „Elektromagnetische Verträglichkeit“. 

## Werk
Volker Hinrichsen ist Mitglied (z. T. als Vorsitzender) von ca. 20 Verbänden, Gremien und Komitees aus dem Bereich Elektrotechnik. Der Schwerpunkt seiner Arbeit dort liegt in den Bereichen Hochspannungsableiter und Überspannungsschutz.
Er ist Urheber von 17 Patenten und Autor von ca. 130 Veröffentlichungen.